# Pulex
Pulex (лат.) — род блох из семейства Pulicidae. Встречается повсеместно. 6 видов, включая опасного переносчика чумы — человеческую блоху.

## Описание
Длина 2—3 мм. Голова гладкая, округлая. Усиковая булава асимметричная. Глаза имеются. Нижнегубные щупики 4-члениковые. Среди хозяев отмечены: Pulex alvarezi (Центральная Америка) — на тапире (Perissodactyla); Pulex echidnophagoides (Коста-Рика) — на муравьедах (Xenarthra), Pulex porcinus (южный Техас и Мексика) — на пекари (Artiodactyla), Pulex sinoculus (Гватемала) — на грызунах из семейства гоферовых, Pulex simulans (от Канады до Чили) — на роде опоссум, на хищных из родов волки (Canis), полосатые скунсы (Mephitis), серые лисицы (Urocyon), на грызунах родов суслики (Spermophilus), луговые собачки (Cynomys), на копытных рода американские олени (Odocoileus),.
Большинство видов рода Pulex встречается в Южной Америке, где первоначальными хозяевами были пекари или морские свинки.
В 1997 году был найден первый ископаемый представитель этого рода. Американские энтомологи Роберт Льюис и Дэвид Гримальди описали миоценовую блоху Pulex larimerius Lewis et Grimaldi, 1997 из Доминиканских янтарей.

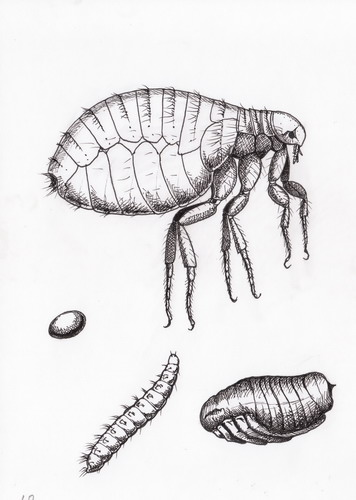
Стадии развития Pulex
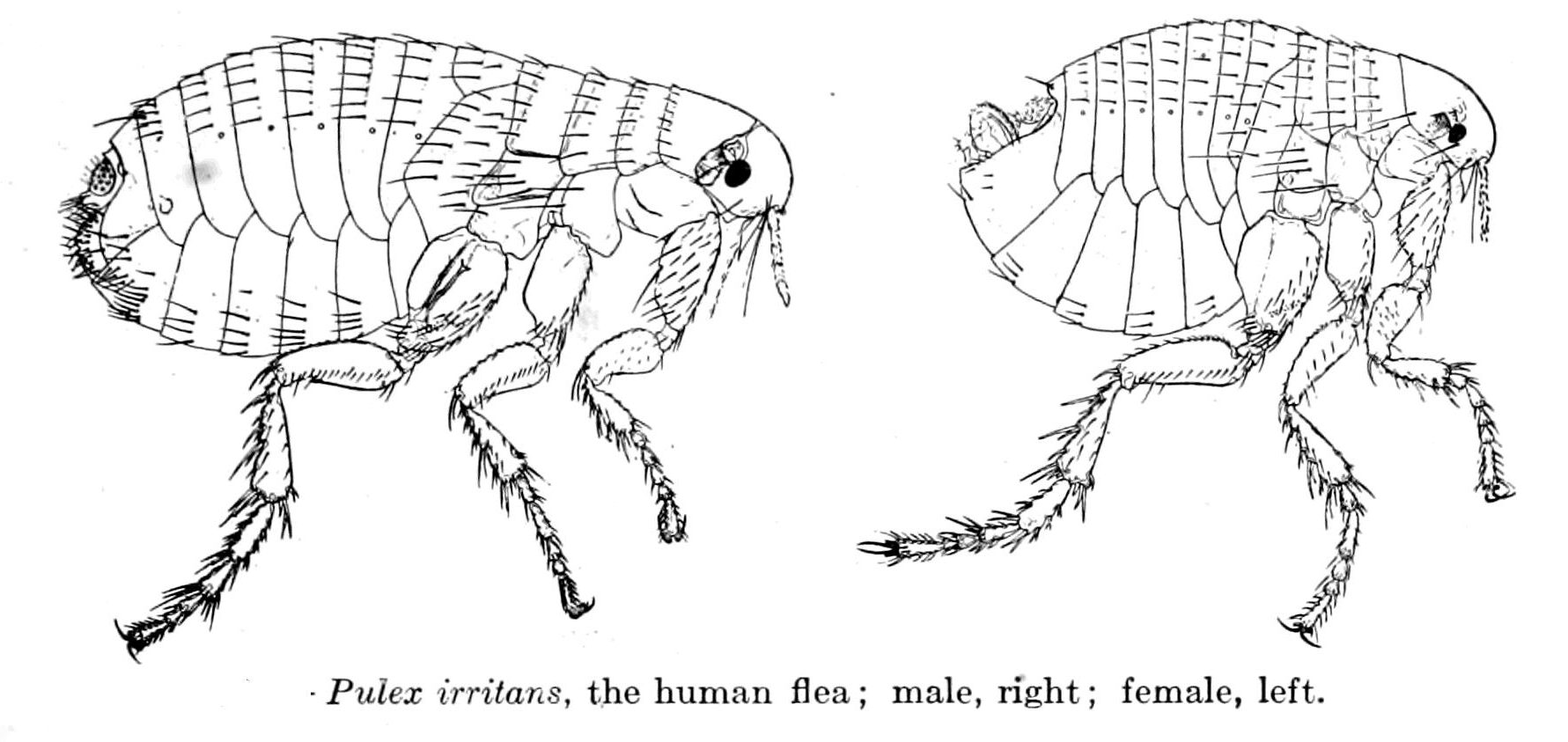
Блоха человеческая Pulex irritans, самка и самец
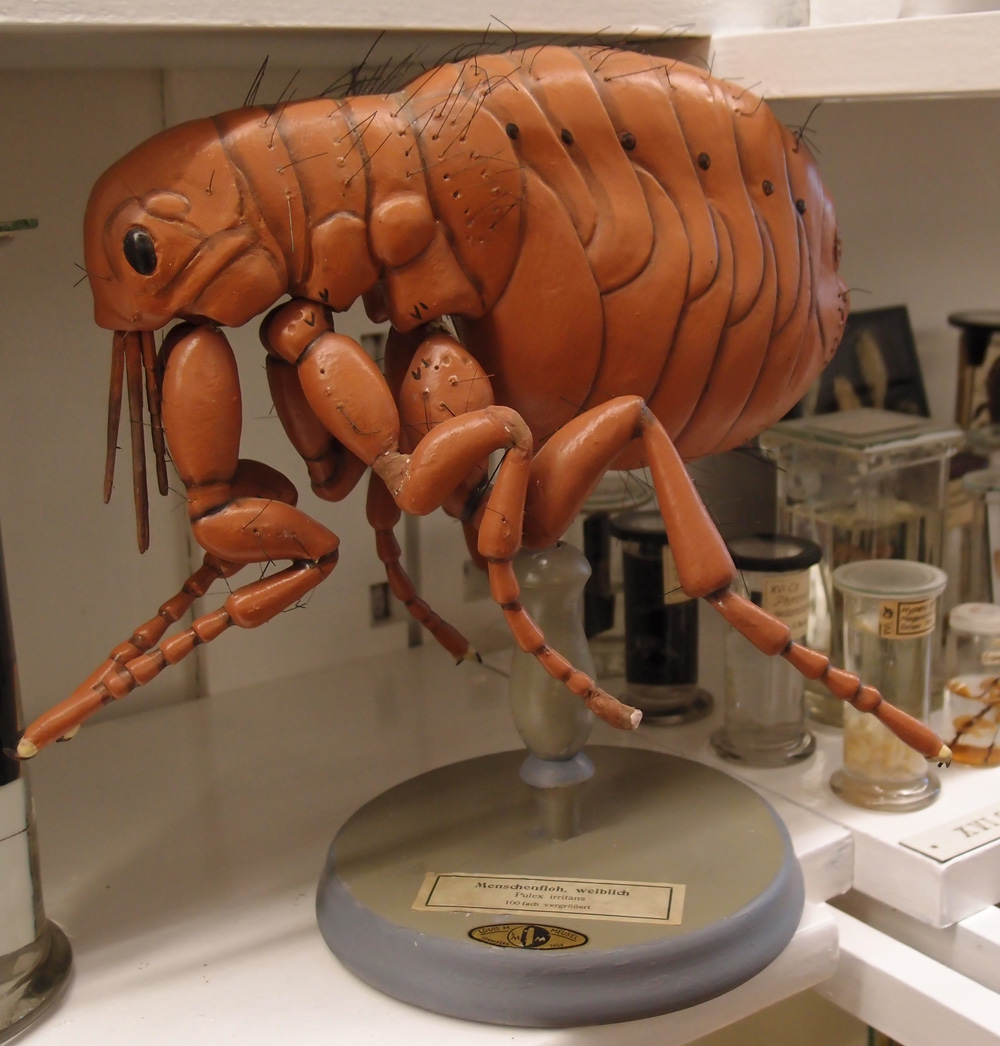
Модель Pulex irritans из зоомузея Zoologischen Sammlung Rostock (ФРГ)
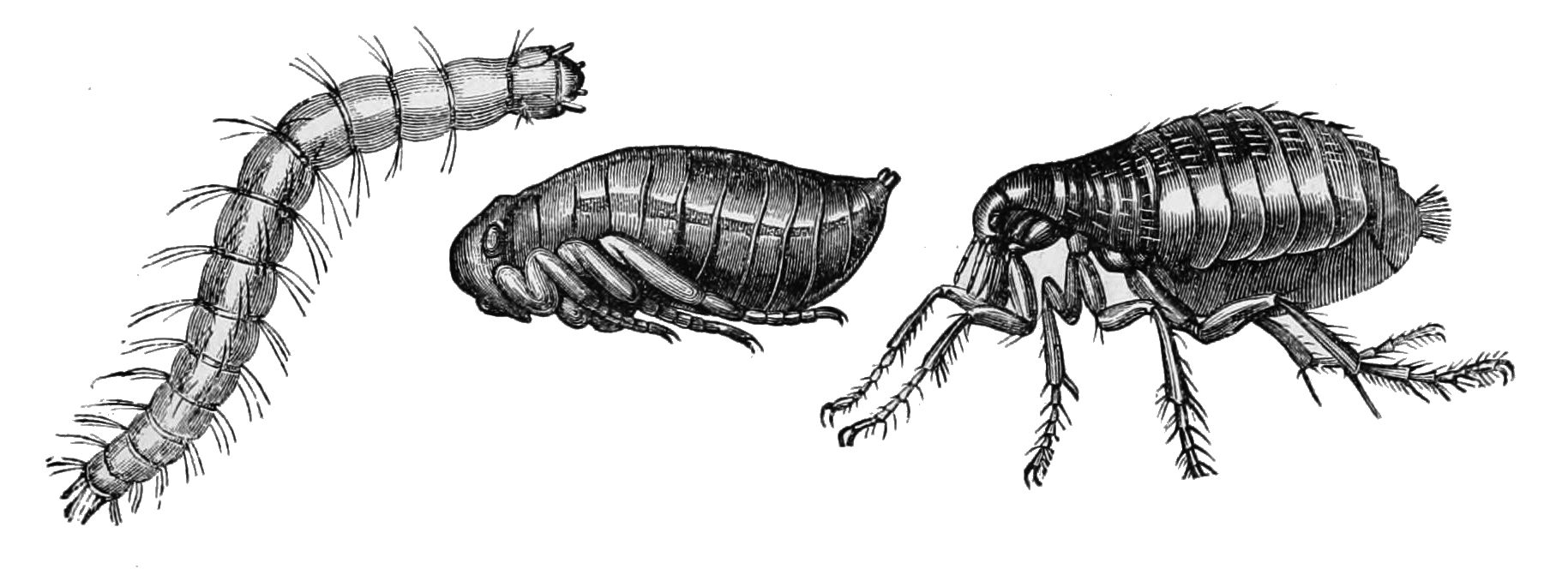
Рисунок 1875-1876 гг.

## Систематика
2 подрода и 7 видов.
- Подрод Pulex Linnaeus, 1758
  - Pulex irritans Linnaeus, 1758 — Блоха человеческая
  - †Pulex larimerius Lewis et Grimaldi, 1997[3]
  - Pulex simulans Baker, 1895
  - Pulex sinoculus Traub, 1950
- Подрод Juxtapulex Wagner, 1933
  - Pulex alvarezi Barrera, 1955
  - Pulex echidnophagoides (Wagner, 1933)
  - Pulex porcinus Jordan et Rothschild, 1923